# Joaquim Moniz de Sá Corte-Real e Amaral
Joaquim Moniz de Sá Corte-Real e Amaral ComC • GOA • CvA • ComB • ComIP (Angra do Heroísmo, 28 de agosto de 1889 — Lisboa, 15 de agosto de 1987) foi um pedagogo, político e intelectual açoriano. Distinguiu-se pela publicação de múltiplos artigos de carácter histórico e biográfico, parcialmente reunidos em volume de edição póstuma. Dirigente local da União Nacional, entre outras funções, foi procurador à Câmara Corporativa em representação dos municípios dos Açores, presidente da Câmara Municipal de Angra do Heroísmo e governador civil do Distrito Autónomo de Angra do Heroísmo.

## Biografia
Joaquim Moniz de Sá Corte-Real e Amaral nasceu na freguesia da Sé, a 28 de Agosto de 1889, filho de António Aldino do Amaral e de Isabel Moniz e Sá Corte-Real e Amaral, uma família ligada à pequena aristocracia local. Depois de realizar os seus estudos primários na escola pública local, frequentou estudos secundários nos Liceus de Angra do Heroísmo, Horta e Ponta Delgada.
Sem grande sucesso nos estudos, em 1915, com 25 anos de idade, alistou-se como voluntário no Exército Português, concluindo com sucesso o curso de oficial miliciano de infantaria, atingindo o posto de Tenente. Quando em 1918, no contexto da Primeira Guerra Mundial foram enviadas forças para Angola com o objectivo de conter uma eventual invasão alemã a partir do Sudoeste Africano, integrou a força expedicionária que foi enviada para o Planalto de Benguela. Permaneceu naquela região africana até Fevereiro de 1920, assumido durante algum tempo o comando das forças.
A partir de 1920 é colocado na repartição de justiça militar de Coimbra, o que lhe permite retomar os estudos e concluir, em 1922, o curso de Ciências Histórico-Geográficas da Universidade de Coimbra.
Em 1924 casou com Judite Nunes da Costa (natural de Angra do Heroísmo) e no ano seguinte abandonou a vida militar activa, sendo nomeado professor provisório do Liceu José Falcão de Coimbra, lugar que manteve até 1927.
Nos anos de 1928 e 1929 é professor provisório do Liceu Dr. Júlio Henriques, também de Coimbra, ao mesmo tempo que frequenta o curso da Escola Normal Superior de Coimbra, que conclui obtendo 15 valores no exame de estado.
No ano lectivo seguinte foi nomeado professor efectivo do Liceu João de Deus, na cidade de Faro, iniciando um percurso que o levaria a Beja (1930 e 1931) e depois de volta à sua cidade natal, já que em Fevereiro de 1931 foi nomeado reitor do Liceu Padre Jerónimo Emiliano de Andrade da cidade de Angra do Heroísmo.
Fixa-se então na cidade de Angra, iniciando, a par da carreira docente, uma relevante carreira política que o levaria aos lugares cimeiros da administração distrital e autárquica e a procurador à Câmara Corporativa do  Estado Novo.
Partidário da solução ditatorial do saída do Golpe de 28 de Maio de 1926, aderiu à União Nacional, de cuja comissão distrital foi membro a partir de 1932. Esta sua adesão ao ideário da Revolução Nacional abriu-lhe uma rápida sucessão de nomeações para os lugares cimeiros da governança angrense: provedor da Santa Casa da Misericórdia (1931-1933); presidente da comissão administrativa da Câmara Municipal (1933) e finalmente governador civil do Distrito Autónomo de Angra do Heroísmo (28 de Abril de 1933 a 3 de Abril de 1936).
Ao ser substituído no lugar de governador civil, que o decreto que o exonera afirma ter exercido com zelo dedicação e patriotismo, é reconfirmado como reitor do Liceu, cargo que exerce até 1940. Entretanto, aparentemente por desavenças com Cândido Pamplona Forjaz, que passara a chefiar a União Nacional em Angra do Heroísmo, é relegado para a esfera autárquica, deixando definitivamente a chefia do Distrito. Assim, em 1939, regressa à presidência da comissão administrativa da Câmara Municipal de Angra do Heroísmo, assumindo a presidência da Câmara Municipal no ano imediato.
Foi nestas funções de presidente nomeado da Câmara Municipal de Angra do Heroísmo, cargo que exerceria até 1953, que desenvolveu a sua principal acção política. Acumulando o cargo com o de procurador à Câmara Corporativa (II e V Legislaturas) em representação dos municípios dos Açores e de presidente da Junta Autónoma dos Portos do Distrito Autónomo de Angra do Heroísmo (1943-1946), o "Dr. Corte-Real", nome pelo qual era conhecido, dominou a política local durante o período delicado da Segunda Guerra Mundial e dos anos imediatos, período em que a partir de 1943 a cidade e a ilha tiveram de conviver com a presença de forças expedicionárias portuguesas e britânicas e com o nascimento da Base das Lajes.
Durante o período em que foi governador civil e presidiu à Câmara Municipal, apesar da penúria dos meios disponíveis, empreendeu obras que ainda hoje marcam a face da cidade, como a construção da Escola Primária Infante D. Henrique (1933-1945), a pavimentação de muitas das ruas da baixa citadina, o calcetamento artístico da Praça Velha, a abertura do Largo Prior do Crato. Foram obras que nalguns casos levaram à demolição de alguns edifícios históricos (casos do Convento da Graça e do Pátio dos Estudos dos Jesuítas). Outras obras importantes foram o abastecimento de água às freguesias vizinhas da cidade (já que as outras só o tiveram na década de 1970).
Em 1953 voltou ao Liceu, retomando as suas funções docentes e iniciando um período de colaboração com a imprensa local, em especial com os jornais A União e A Pátria, e de participação em múltiplas iniciativas culturais. Era um professor popular entre os alunos, que ensinava recorrendo ao exemplo de personagens históricas num ensino com forte carga ideológica. Jubilou-se em 1959 por atingir o limite de idade.
A partir de 1962 fixa-se em Lisboa, onde tinha família, ali falecendo em 15 de Agosto de 1987.

## Homenagens
- A 5 de Outubro de 1925 foi feito Cavaleiro da Ordem Militar de Avis.[4]
- A 5 de Outubro de 1934 foi feito Comendador da Ordem Militar de Cristo.[4]
- A 23 de Dezembro de 1940 foi feito Comendador da Ordem de Benemerência, actual Ordem do Mérito.[4]
- A 20 de Novembro de 1941 foi elevado a Grande-Oficial da Ordem Militar de Cristo.[4]
- A 23 de Dezembro de 1959 foi feito Comendador da Ordem da Instrução Pública.[4]